# DE-CIX
Deutscher Commercial Internet Exchange (нем. немецкий + англ. коммерческая точка обмена трафиком), DE-CIX — дата-центр и точка обмена интернет-трафиком, расположенная в городе Франкфурт, Германия. Это крупнейшая точка обмена трафиком, судя по пиковой нагрузке, максимальные значения которой превышают 6 терабит в секунду. Помимо DE-CIX во Франкфурте, под управлением DE-CIX также находятся точки обмена трафиком в Дюссельдорфе, Гамбурге, Мюнхене, Нью-Йорке (DE-CIX New York), Далласе (DE-CIX Dallas), Дубае (UAE-IX), Палермо (DE-CIX Palermo), Марселе (DE-CIX Marseille), Стамбуле (DE-CIX Istanbul).

## История
DE-CIX был основан в 1995 года тремя интернет-провайдерами. В те времена немецкий трафик все ещё обслуживался на точках обмена в США. Для уменьшения задержек и стоимости обратной связи три провайдера решили оборудовать точку обмена трафиком в одной из задних комнат в офисе почтовой службы в районе Gutleutviertel Франкфурта. Первыми присоединили свои сети к точке обмена трафика во Франкфурте, сформировав таким образом DE-CIX, провайдеры MAZ из Гамбурга, EUnet из Дортмунда и XLink из Карлсруэ.
Изначально DE-CIX управлялся организацией Electronic Commerce Forum (англ. Форум электронной коммерции), ныне известной как Ассоциация интернет-индустрии eco. После подключения других провайдеров DE-CIX стал «горячей точкой» немецкого интернета. В 1998 году DE-CIX перенес свое оборудование в дата-центр Interxion во Франкфурте.
В 2000 году DE-CIX стал крупнейшей точкой обмена трафиком в Германии и вошел в число крупнейших точек обмена трафиком в Европе. В 2001 году DE-CIX открыл второе место обмена в кампусе Interxion, а в 2004 году — недалеко от своего первоначального положения, в дата-центе TelecityGroup.
До 2006 года для поддержки увеличения числа клиентов и роста трафика использовалось оборудование Cisco. Для расширения охвата на другие дата-центры DE-CIX представила оборудование производства Force10 и Brocade, что обеспечило масштабируемость до более чем 700 10-гигабитных портов. С течением времени DE-CIX стал привлекательной точкой обмена трафика для сетей всего мира и, особенно, Восточной Европы, что обеспечивает прирост трафика до 100 % в год.

## Современное состояние
DE-CIX обслуживает более 700 интернет-провайдеров (в том числе широкополосных), сетей доставки содержимого, веб-хостингов и других операторов, подключенных через пиринговые службы DE-CIX. Доступ к DE-CIX возможен через 20 дата-центров во Франкфурте, в том числе e-shelter, Equinix, Level3, ITENOS, Interxion, New Telco, TelecityGroup и Telehouse.
В 2013 году DE-CIX представила новую платформу DE-CIX Apollon, основанную на Ethernet. DE-CIX Apollon работает на 10-и маршрутизаторах Nokia 7950 XRS. Шесть из них являются граничными устройствами, поддерживающие подключение клиентов 1G Ethernet, 10G Ethernet и 100G Ethernet. Оставшиеся 4 устройства обслуживают резервное ядро сети. Слой маршрутизации совмещен с оптическим слоем, основанным на ADVA Optical Networking’s FSP 3000. Суммарная нагрузка оптического слоя с ячеистой топологией может достигать 20 терабит в секунду.
Скорость передачи данных на платформе может достигать 2 терабит в секунду на каждой оптоволоконной паре. При этом плотность портов может составлять до 80 портов 100 Gigabit Ethernet в одном корпусе, при этом общее количество портов во всей оптической сети до 300 портов 100 Gigabit Ethernet. Имеется возможность 10-кратного роста платформы без существенных изменений.
Клиентские сети в любом местоположении (кроме Дубая) защищены DX-CIX от DoS-атак посредством службы «черной дыры».